# Cleora albitrigonis
Cleora albitrigonis är en fjärilsart som beskrevs av Louis Beethoven Prout 1927. Cleora albitrigonis ingår i släktet Cleora och familjen mätare. Inga underarter finns listade i Catalogue of Life.